# دانشگاه آمریکایی کاریبین
دانشگاه آمریکایی کاریبین (به انگلیسی: American University of the Caribbean)، دانشگاهی آمریکایی است که در سال ۱۹۷۸ میلادی در آنتیل هلند تأسیس شد.
دروس دانشگاهی در این دانشگاه به زبان‌های انگلیسی تدریس می‌شوند.

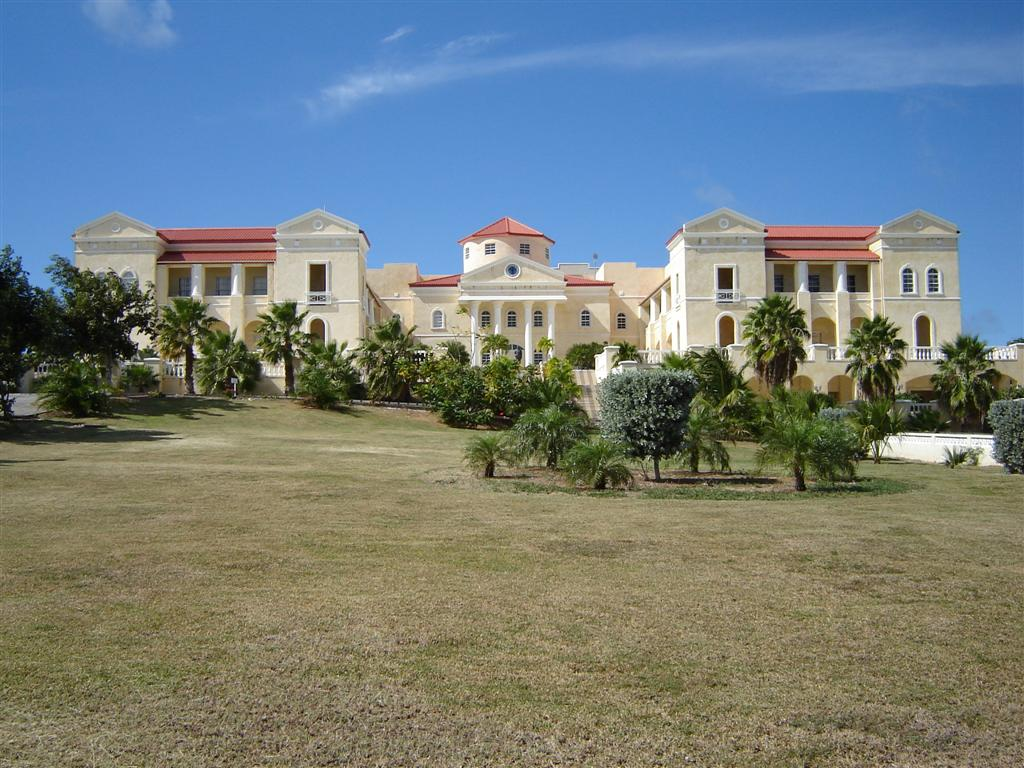
دانشگاه آمریکایی کاریبین